# Satiri (Burkina Faso)
Satiri est un village et le chef-lieu du département de Satiri, situé dans la province du Houet et la région des Hauts-Bassins au Burkina Faso.

## Géographie
Le village est traversé par la route nationale 10.

## Histoire
Louis-Gustave Binger y passe le samedi 12 mai 1888. Il écrit : « Entre Satéré [sic] et Kadou on traverse deux petites ruines entourées d'amas de scories ». 

## Santé et éducation
Satiri accueille un centre de santé et de promotion sociale (CSPS).